# Muktinath
Muktinath (Nepali मुक्तिनाथ Muktināth – Chumig Gyatsa, auch Muktichetra) ist ein Village Development Committee (VDC) im Distrikt Mustang, dem ehemaligen Königreich Mustang, sowie ein dort befindlicher Wallfahrtsort in Zentral-Nepal.

## Lage
Das VDC Muktinath erstreckt sich auf der östlichen Talseite des oberen Kali-Gandaki-Tals. Der Hauptort des VDC Muktinath ist das auf einer Höhe von 3790 m gelegene Ranipauwa.
Der Wallfahrtsort Muktinath ist ein sowohl hinduistisches als auch buddhistisches Heiligtum (Lage).
Der Ort liegt an einem der bekanntesten Wanderwege Nepals, dem Annapurna Circuit. Die ältesten Überreste von Wegen durch die Schlucht des Kali Gandaki, die nach Muktinath führen, werden auf die Zeit um 1000 v. Chr. geschätzt, seither dürfte auch das Heiligtum besucht werden.
Eine gefasste Quelle mit 108 Wasserspeiern ist den Hindus heilig, während eine zweite Quelle eine Erdgasflamme aufzuweisen hat und einen Wallfahrtsort für Buddhisten darstellt. Die beiden Religionen koexistieren hier problemlos.
Muktinath ist Ziel von Trekkingtouren sowie von Pilgerreisen von Anhängern des Hinduismus und Buddhismus. Die Anreise nach Muktinath kann von Pokhara über eine unbefestigte Straße (für Jeeps und Motorräder befahrbar) via Jomsom erfolgen. Alternativ kann der Flughafen von Jomsom angeflogen werden, um dann von dort aus zu Fuß in einer Eintagesetappe oder via Jeep nach Muktinath zu gelangen.
Muktinath ist Ausgangspunkt für den Übergang ins Manang-Tal über den 5416 m hohen Pass Thorong La.
Im Kloster Jharkot erhalten Kinder von buddhistischen Mönchen Schulunterricht und Ausbildung in klassischer Tibetischer Heilkunde (14 Jahre lang). Die Kinder leben dort in einer Art Internat.

## Einwohner
Bei der Volkszählung 2011 hatte der VDC 628 Einwohner (davon 301 männlich) in 198 Haushalten.

## Dörfer und Weiler

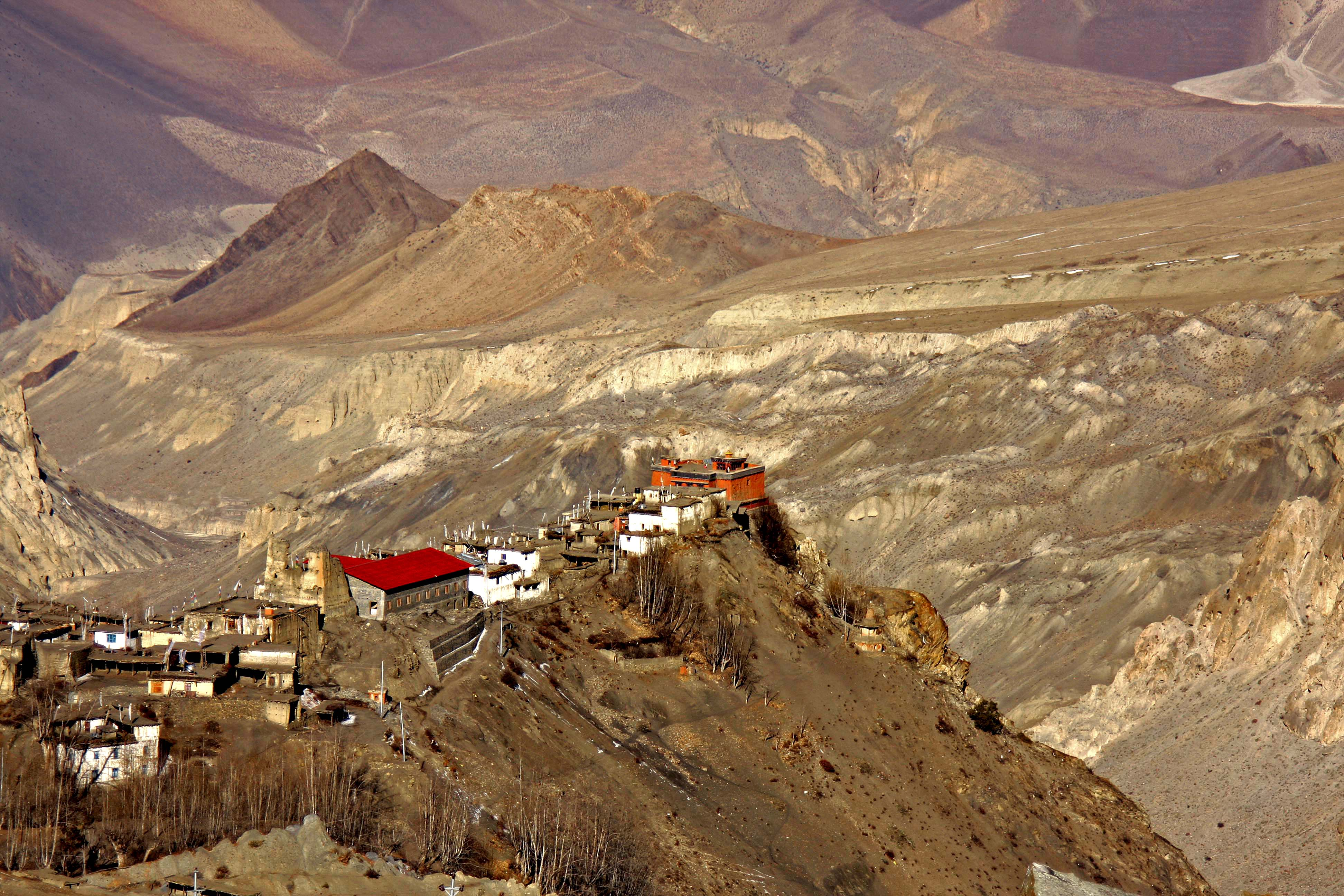
Blick auf Jharkot mit dem Kloster

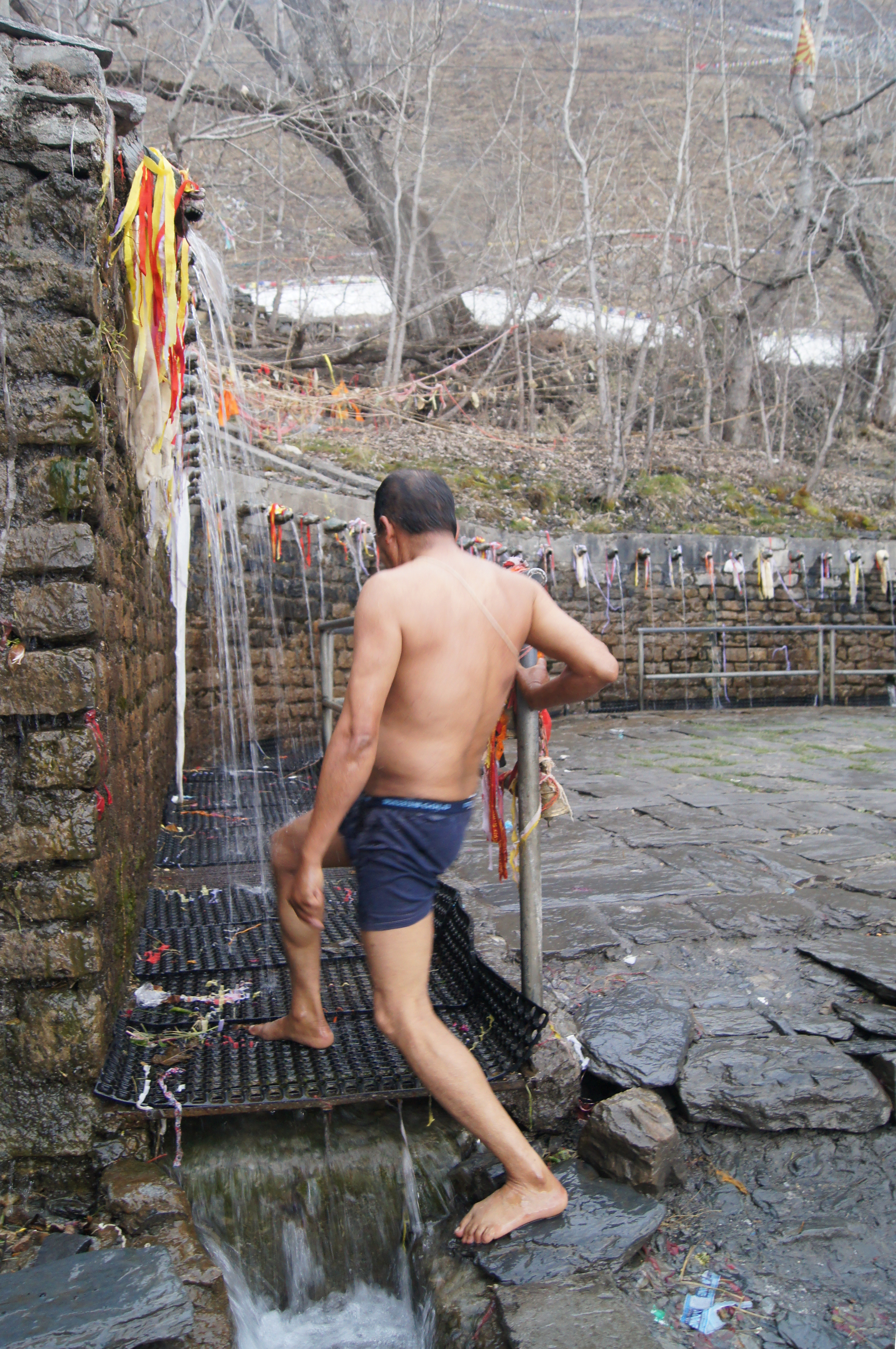
Hinduistische Pilger aus aller Welt waschen ihre Sünden unter 108 heiligen Wasserspeiern ab

Muktinath besteht aus mehreren Dörfern und Weilern:
- Chhuchhumb (3340 m)
- Gumba (3610 m)
- Jharkot (3560 m ⊙)
- Khinga (3380 m⊙)
- Kunjok (3380 m)
- Lhatuk (3526 m)
- Lupra (3020 m ⊙), Lupra liegt am Fluss Panda Khola zwischen Jomsom und Muktinath
- Muktinath (3664 m ⊙)
- Purang (3576 m)
- Ranipauwa (3664 m ⊙)
- Tonga (3310 m)